# Stałe Przedstawicielstwo Stolicy Apostolskiej przy Biurze Narodów Zjednoczonych i Agencjach Wyspecjalizowanych w Wiedniu
Stałe Przedstawicielstwo Stolicy Apostolskiej przy Biurze Narodów Zjednoczonych i Agencjach Wyspecjalizowanych w Wiedniu – misja dyplomatyczna Stolicy Apostolskiej przy Biurze Narodów Zjednoczonych i organizacjach międzynarodowych znajdujących się w Wiedniu.
Stały obserwator w Wiedniu jest przedstawicielem papieskim przy:
- Biurze Narodów Zjednoczonych w Wiedniu (stały obserwator od 1988)
- Międzynarodowej Agencji Energii Atomowej (stały przedstawiciel od 1988)
- Organizacji Narodów Zjednoczonych do spraw Rozwoju Przemysłowego (stały obserwator od 1988)
- Organizacji Bezpieczeństwa i Współpracy w Europie (stały przedstawiciel od 1994)
- Komisji Przygotowawczej ds. Całkowitego Zakazu Prób z Bronią Jądrową (stały przedstawiciel od 2015).

## Historia
Pierwszego stałego obserwatora w Wiedniu mianował w 1988 papież św. Jan Paweł II. Papieskie przedstawicielstwo przy Międzynarodowej Agencji Energii Atomowej istnieje od 1957.

## Stali obserwatorzy w Wiedniu
- ks. Giovanni Ceirano (1988 - 1989) Włoch
- abp Donato Squicciarini (1989 - 1994) Włoch; nuncjusz apostolski w Austrii
- ks. Mario Zenari (1994 - 1999) Włoch
- ks. Dominique Rézeau (1999 - 2001) Francuz
- ks. Leo Boccardi (2001 - 2007) Włoch
- ks. Michael Banach (2007 - 2013) Amerykanin
- ks. Janusz Urbańczyk (2015 - 2024) Polak
- ks. Richard Allen Gyhra (od 2024) Amerykanin